# غازی مشعل عجیل الیاور
غازی مشعل عجیل الیاور (متولد ۱۱ مارس ۱۹۵۸ موصل، عراق) یک سیاستمدار عراقی است که بعد از سقوط دولت صدام حسین از سال ۲۰۰۴ تا ۲۰۰۵ میلادی پست ریاست جمهوری عراق را به عنوان سرپرست تصدی کرد و همچنین از سال ۲۰۰۵ تا ۲۰۰۶ میلادی معاون رئیس جمهور دولت موقت عراق بود.